# Julidochromis dickfeldi
Julidochromis dickfeldi (Staeck, 1975) è una specie di pesce d'acqua dolce appartenente alla famiglia Cichlidae, endemico del lago africano Tanganica.

## Descrizione
Pesce di ridotte dimensioni, che non supera i 10-11 cm di lunghezza.

## Allevamento in acquario
A causa delle piccole dimensioni della sua bocca, va
nutrito con cibo minuto che per esemplari di cattura non ancora acclimatati
dovrà essere necessariamente vivo (naupli di Artemia, daphnie, Gammarus
di piccola taglia). Come per le altre specie, distinguere i due sessi è sempre
molto difficoltoso, in questo caso la femmina sembra essere quella con le
dimensioni maggiori. La maturità sessuale è raggiunta intorno ad un anno di
vita, ma è consigliabile allevare un piccolo gruppo di giovani (5-6 esemplari)
per permettere la formazione di coppie. La femmina depone, sempre all'interno
di strette cavità, 30-100 uova da cui nascono minuscoli avannotti che
inizialmente si cibano dei microrganismi presenti nell'acquario, accettando
successivamente naupli di artemia e Mysis. I genitori non curano la prole, ma
il fatto di difendere il proprio territorio indirettamente protegge la loro
crescita. Spesso le generazioni si sovrappongono, sarà quindi possibile vedere
nuotare insieme di giovani taglie differenti.